# Olympische Sommerspiele 1960/Teilnehmer (Südvietnam)
| Gelbes Symbol für Goldmedaillen mit stilisierten Olympischen Ringen | Graues Symbol für Silbermedaillen mit stilisierten Olympischen Ringen | Braundes Symbol für Bronzemedaillen mit stilisierten Olympischen Ringen |
| ------------------------------------------------------------------- | --------------------------------------------------------------------- | ----------------------------------------------------------------------- |
| —                                                                   | —                                                                     | —                                                                       |

Südvietnam nahm an den Olympischen Sommerspielen 1960 in der italienischen Hauptstadt Rom mit einer Delegation von drei Sportlern (allesamt Männer) an fünf Wettbewerben in zwei Sportarten teil. Es konnten keine Medaillen gewonnen werden. Jüngster Athlet war der Schwimmer Trương Ke Nhon (21 Jahre und 238 Tage), ältester Athlet war der Fechter Trần Văn Xuân (26 Jahre und zwei Tage). Es war die dritte Teilnahme an Olympischen Sommerspielen für das Land.

## Teilnehmer nach Sportarten

### Fechten
- Trần Văn Xuân
  - Degen

Runde eins: ausgeschieden in Gruppe zwei, kein Duell gewonnen – acht verloren, zwölf Treffer erzielt – 25 erlitten, Rang sechs
1:5-Niederlage gegen József Sákovics aus Ungarn
2:5-Niederlage gegen Roger Achten aus Belgien
2:5-Niederlage gegen José Ferreira aus Portugal
2:5-Niederlage gegen Kaj Czarnecki aus Finnland
1:5-Niederlage gegen Hans Lagerwall aus Schweden

- - Florett

Runde eins: ausgeschieden in Gruppe acht, kein Duell gewonnen – fünf verloren, zwölf Treffer erzielt – 25 erlitten, Rang sieben
3:5-Niederlage gegen Jean Link aus Luxemburg
4:5-Niederlage gegen László Kamuti aus Ungarn
4:5-Niederlage gegen Brian McCowage aus Australien
0:5-Niederlage gegen Heizaburō Ōkawa aus Japan
4:5-Niederlage gegen Orvar Lindwall aus Schweden

- - Säbel

Runde eins: ausgeschieden in Gruppe zwölf, ein Duell gewonnen – vier verloren, 13 Treffer erzielt – 20 erlitten, Rang fünf
1:5-Niederlage gegen Allan Kwartler aus den Vereinigten Staaten von Amerika
1:5-Niederlage gegen Teodoro Goliardi aus Uruguay
2:5-Niederlage gegen Jacques Lefèvre aus Frankreich
4:5-Niederlage gegen Mitsuyuki Funamizu aus Japan
4:5-Sieg gegen David van Gelder aus Israel

### Schwimmen
- Phan Hữu Dong
  - 100 Meter Freistil

Runde eins: ausgeschieden in Lauf sechs (Rang sechs), 1:01,3 Minuten

- Trương Ke Nhon
  - 200 Meter Brust

Runde eins: ausgeschieden in Lauf fünf (Rang sieben), 2:53,0 Minuten